# Valle de Sula

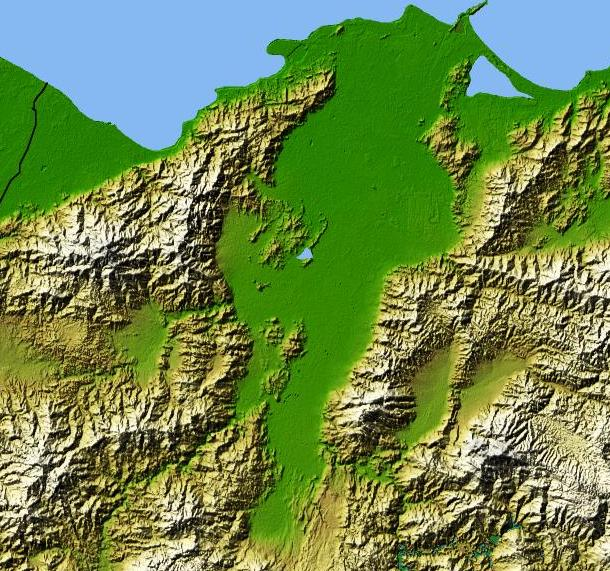
Topografická mapa údolí Sula

Valle de Sula (Údolí Sula) je rozlehlé aluviální údolí na severozápadě Hondurasu. Údolím protékají řeky Ulúa a Chamelecón, které se vlévají do Honduraského zálivu. Panuje tu tropické klima s průměrnou roční teplotou 26 °C a střídáním období dešťů a období sucha. Průměrný roční srážkový úhrn je 1370 mm.

## Metropolitní oblast
Údolí hraje významnou roli v ekonomice celého státu. Nachází se zde mnoho měst, mezi nimiž dominuje San Pedro Sula, kterému je přezdíváno „průmyslové hlavní město Hondurasu“. Dalším důležitým městem je Puerto Cortés (největší honduraský přístav). Do metropolitní oblasti „Valle de Sula“, jejímž přirozeným centrem je San Pedro Sula, náleží celkem 20 obcí z departementů Cortés, Atlántida, Santa Bárbara a Yoro. V oblasti se vytváří více než 60 % veškerého HDP Hondurasu.

## Municipality v Sula Valley
| Město                  | Department     | Obyvatel  | Rozloha    |
| ---------------------- | -------------- | --------- | ---------- |
| San Pedro Sula         | Cortés         | 913 857   | 840 km²    |
| Choloma                | Cortés         | 250 505   | 458,6 km²  |
| Puerto Cortés          | Cortés         | 85 000    | 400 km²    |
| La Lima                | Cortés         | 80 000    | 117 km²    |
| Omoa                   | Cortés         | 42 000    | 382 km²    |
| Pimienta               | Cortés         | 10 000    | 60 km²     |
| Potrerillos            | Cortés         | 17 000    | 85 km²     |
| San Antonio de Cortés  | Cortés         | 36 000    | 227 km²    |
| San Francisco de Yojoa | Cortés         | 23 000    | 96 km²     |
| San Manuel             | Cortés         | 30 000    | 139 km²    |
| Santa Cruz de Yojoa    | Cortés         | 67 000    | 725 km²    |
| Villanueva             | Cortés         | 65 000    | 414 km²    |
| El Progreso            | Yoro           | 310 000   | 548 km²    |
| El Negrito             | Yoro           | 40 000    | 525 km²    |
| Santa Rita             | Yoro           | 20 000    | 158 km²    |
| Quimistán              | Santa Bárbara  | 38 000    | 742 km²    |
| Petoa                  | Santa Bárbara  | 12 000    | 213 km²    |
| Tela                   | Atlántida      | 102 273   | 1273 km²   |
| Celkem                 | Valley of Sula | 2 033 365 | 7384,6 km² |